# Reflinka

21-reflinki, 20-remizki, 19-refbanta

Reflinka, refsejzing – krótka lina w olinowaniu ruchomym na jachtach i żaglowcach, głównie z ożaglowaniem skośnym. Reflinki mocowane są w refbancie, wzmocnionym pasie żagla. Służą do zmniejszania powierzchni żagla poprzez skrócenie jego długości czyli refowanie.
W przypadku refowania żagli w ożaglowaniu skośnym, wraz z refsejzingami stosuje się, jako ostatnią w szeregu tych linek mocowanych do bomu, refszkentlę – linkę nie tylko skracającą żagiel, ale i napinającą jego koniec.